# Magyarszék
Magyarszék es un pueblo ubicado en el distrito de Komló, en el condado de Baranya, Hungría.

## Superficie
Posee una superficie de 13,86 kilómetros cuadrados.

## Demografía
Hasta 2019 la población era de 952 habitantes, con una densidad de población de 68,69 habitantes por kilómetro cuadrado.